# Lao-Airlines-Flug 301
Am 16. Oktober 2013 verunglückte eine ATR 72-600 auf dem Lao-Airlines-Flug 301 von Vientiane, Laos nach Pakse, Laos. Die Maschine stürzte während des Anflugs auf den Flughafen Pakse aufgrund eines Pilotenfehlers, der möglicherweise mit dem schlechten Wetter im Zusammenhang stand, in den nahe gelegenen Fluss Mekong.

## Flugzeug
Die ATR 72 des französischen Herstellers Avions de Transport Régional mit der Seriennummer 1071 und dem Kennzeichen RDPL-34233 war im März 2013 an Lao Airlines ausgeliefert worden.

## Flugverlauf
Das Flugzeug startete auf dem Flughafen Vientiane in Laos mit Ziel Pakse, ebenfalls in Laos. Der erste Landeversuch missglückte aufgrund des Wetters, so dass das Flugzeug durchstarten musste. Beim zweiten Landeversuch geriet es kurzzeitig außer Kontrolle, bevor es in kontinuierlichem Sinkflug in den nahe gelegenen Fluss Mekong gesteuert wurde.
Nach den Vorschriften hätte das Flugzeug ohne Bodensicht nur bis zu einer Höhe von 990 Fuß sinken dürfen und dann bei weiterhin fehlender Sicht den Anflug abbrechen müssen. Der Pilot stellte den Autopiloten jedoch auf 600 Fuß und brach den Anflug erst beim Erreichen dieser Höhe ab. Statt in gerader Linie hochzuziehen, begann das Flugzeug eine Rechtskurve und verlor an Höhe. In einer Überreaktion zog der Pilot die Maschine auf 1750 Fuß hoch, woraufhin der immer noch auf 600 Fuß eingestellte Autopilot wieder einen Sinkflug einleitete, der im Mekong endete, wo das Flugzeug auseinanderbrach.
| Staat              | Anzahl |
| ------------------ | ------ |
| Laos               | 20     |
| Frankreich         | 7      |
| Australien         | 6      |
| Thailand           | 5      |
| Südkorea           | 3      |
| Vietnam            | 3      |
| Kambodscha         | 1      |
| China              | 1      |
| Malaysia           | 1      |
| Taiwan             | 1      |
| Vereinigte Staaten | 1      |

## Folgen
Bei dem Absturz kamen alle 49 Insassen, darunter 44 Passagiere und 5 Besatzungsmitglieder, aus 11 verschiedenen Ländern ums Leben. Das einzige Besatzungsmitglied, welches nicht aus Laos stammte, war einer der Piloten; er kam aus Kambodscha.